# Heliobacteriaceae
Heliobacteriaceae  è una famiglia di batteri appartenente all'ordine Clostridiales.
Comprende i seguenti generi:
- Heliobacillus
- Heliobacterium
- Heliophilum
- Heliorestis